# 이영리
이영리(1968년 11월 27일 ~ )는 대한민국의 성우이다. 1995년 대교방송 1기 공채 성우로 데뷔하였다.

## 주요 출연작

### 애니메이션, 외화
- 아이실드 21(애니원) - 마모리
- 꼬마용 타발루가(어린이TV) - 딕비
- 쫑아는 사춘기(어린이TV) - 보라
- 천사들의 합창(어린이TV) - 음악 선생님
- 마법사에게 소중한 것(애니원) - 미린다
- 피규어 17(애니원) - 오르디나
- 맑음 때때로 뿌이뿌이(애니원) - 나공주
- 요술장화 래피치(어린이TV) - 브룬힐데
- 천하태평 노노짱(어린이TV) - 노노 엄마, 광수 할머니
- 시골쥐와 서울쥐(애니원) - 엄마 쥐
- 푸콘 가족(애니원) - 밥 엄마, 다일
- 날아라 방울방울 친구들(카툰네트워크) - 팽이 군
- 우당탕탕 엽기가족(어린이TV) - 도로시

### 내레이션
- 황수관의 신바람 건강
- 깜짝 동물나라
- 세계의 아이들
- 좋은 나라 좋은 병원

### 인터넷
- 레인보우 살인사건 (옛날방송국) - 종수처

### 방송
- 빨간코 알루(어린이TV) - 까루

### CF
- 롯데 헤이즐넛
- 도미노 피자
- 대교 눈높이

### 게임
- 리플레이2
- 오버워치 아나

### 직접 출연

#### 드라마
- 피도 눈물도 없이(KBS2) - 이동숙 역
- 미녀와 순정남(KBS2)
- 나의 해리에게(ENA)

#### 영화
- 2010년 심장이 뛴다 - 예은 간병인 역
- 2011년 링크 - 부동산 중개인 역